# Telly Savalas
Telly Savalas (født 21. januar 1922, død 22. januar 1994) var en amerikansk skuespiller, der især var kendt for titelrollen i Kojak-serien og som spillede skurkerollen i On Her Majesty's Secret Service (Agent 007 i Hendes Majestæts hemmelige tjeneste), James Bond-filmen fra 1969.